# Betty Hahn
Betty Hahn (geboren am 11. Oktober 1940 in Chicago) ist eine US-amerikanische Fotografin und Künstlerin, die für ihre experimentellen Ansätze im Bereich der Fotografie bekannt ist.

## Leben und Werk
Im Alter von zehn Jahren zog Hahn mit ihrer Familie nach Indianapolis. Sie studierte von 1958 bis 1963 bildende Kunst an der Indiana University, Bloomington, und schloss mit einem Bachelor of Fine Arts ab. Von 1963 bis 1966 erlangte sie einen Master of Fine Arts in Fotografie bei Henry Holmes Smith. Anschließend arbeitete sie ein Jahr an der Cornell University in Ithaca, New York, wo sie Dias für das Kunsthistorische Institut erstellte.
Ab 1967 lebte sie in Rochester, New York, und nahm am Visual Studies Workshop unter Nathan Lyons teil. Sie lehrte zunächst Fotografie und Design am National Technical Institute for the Deaf und war anschließend von 1969 bis 1975 Assistant Professor an der School of Photographic Arts and Sciences des Rochester Institute of Technology. Ab 1976 war sie Gastprofessorin und von 1986 bis 1997 ordentliche Professorin an der University of New Mexico in Albuquerque.
Hahn begann ihre Laufbahn mit Malerei und Zeichnung, wandte sich später der Fotografie zu und erweiterte die Ausdrucksformen des Mediums unter dem Einfluss von Andy Warhol, Robert Rauschenberg sowie ihrer Lehrer Smith und Lyons. Sie experimentierte mit Mehrfachbelichtung, Kontaktabzügen auf Stoff, Übermalungen (u. a. mit Filzstift, Sprühfarbe oder Kaffee), Stickereien sowie verschiedenen Kameratypen (Spielzeugkameras, Polaroid-Kameras) und fotografischen Prozessen (z. B. Cyanotypie, van-Dyke-Braun). Oft kombinierte sie Fotografie mit anderen Materialien und Techniken, darunter Gummidrucke und Installationen.
Hahn bevorzugte die Arbeit in Serien, häufig inspiriert vom Film. Zu ihren frühen Arbeiten gehören Porträts. Bedeutende Werke sind die Soft Daguerreotypes (1973), die Serie über den Lone Ranger (1970er Jahre), Crimes in the Home (1982), Shinjuku (1984, entstanden während einer Japanreise) sowie Cut Flowers (1978–1987). Weitere Themen umfassen Landschaften und Blumen.

## Ausstellungen (Auswahl)
- 1969: Smithsonian Institution, Museum of History and Technology, Washington D.C., Hall of Photography (mit Gayle Smalley).
- 1969: George Eastman House, Rochester, New York: Vision and Expression (Wanderausstellung, kuratiert von Nathan Lyons).
- 1973: Vassar College Art Gallery, Poughkeepsie, New York: New Art from Photosensitized Materials
- 1975: San Francisco Museum of Modern Art, San Francisco, Kalifornien: Women of Photography (Wanderausstellung, kuratiert).
- 1976: Philadelphia Museum of Art, Philadelphia, Pennsylvania: American Family Portraits 1730–1976.
- 1981: Center for Creative Photography, University of Arizona, Tucson, Arizona.
- 1987: Los Angeles County Museum of Art, Los Angeles, Kalifornien: Photography and Art. Interactions since 1946 (Wanderausstellung, kuratiert).
- 1993: Art Gallery, University of British Columbia, Vancouver, Kanada.
- 2008: New Mexico Museum of Art, Santa Fe, New Mexico: Paper Trail. How the West is One, Too.
- 2009: Sheldon Museum of Art, University of Nebraska, Lincoln, Nebraska: Altered Land. Photography in the 1970s.